# Hodoš
Hodoš là một khu tự quản (tiếng Slovenia: občine, số ít – občina) trong vùng Pomurska của Slovenia. Hodoš có diện tích 18.1 km2, dân số là theo điều tra ngày 31 tháng 3 năm 2002 là 356 người. Thủ phủ khu tự quản Hodoš đóng tại Hodoš.